# Gil et Jo
Gil et Jo (en néerlandais Jommeke) sont les héros d'une bande dessinée réalisée par Jef Nys.

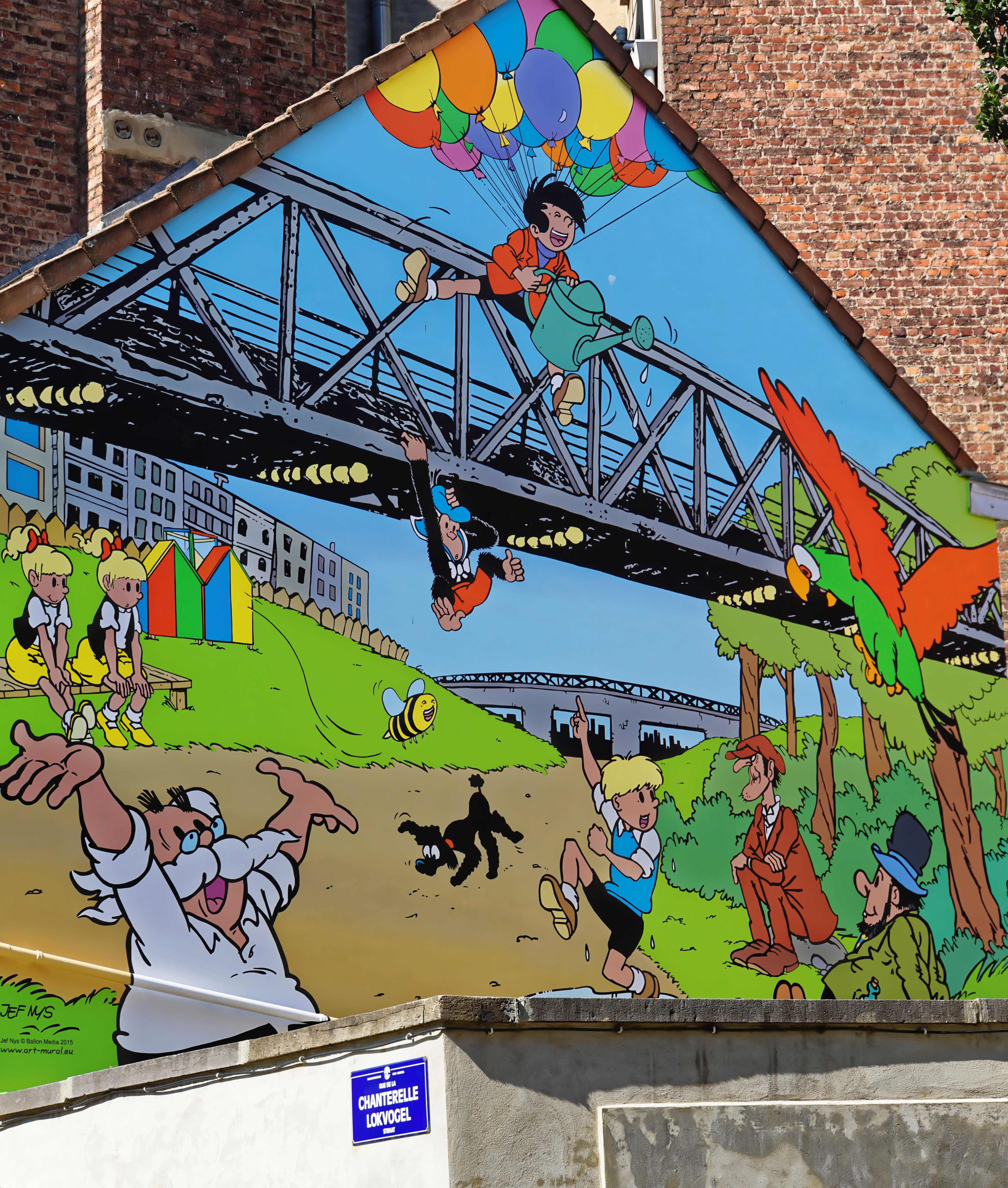
Gil, Jo, Flip le perroquet, et leurs amis illustrés sur un pignon, à Bruxelles.

Gil (le blond avec un tricot bleu sans manche) et Jo (le brun en veston rouge) sont deux enfants qui ont pour compagnon un perroquet savant nommé Flip et qui vivent bon nombre d'aventures, notamment au côté du professeur Gobelin. Sorte de frère en bande dessinée du professeur Tournesol, le professeur Gobelin dit l'inverse de ce qu'il pense.
La série vise un public très jeune et son graphisme relève d'une ligne claire très dépouillée.
Le personnage de Jommeke a fait sa première apparition dans un périodique flamand en 1955. Les premières traductions en français de certains des albums de Gil et Jo ont été éditées à partir de 1961 par les éditions du Samedi, et ont paru à intervalles irréguliers dans le périodique Samedi-Jeunesse, d'abord sous le titre Une aventure de Jojo — Jojo étant le premier nom donné à Gil en français — puis sous le titre Les Aventures de Gil et Jo. Par la suite, vingt-six albums ont été publiés par les éditions EuroPress dans les années 1970, dont certains ont été réédités par Glénat dans les années 1980. Ces traductions ont cessé d'être publiées et ne constituaient qu'une petite partie seulement des aventures existantes puisque, dans sa langue d'origine, la série compte plus de deux cent quarante albums et que sa publication est toujours en cours. En effet, malgré le manifeste insuccès auprès du public francophone, Gil et Jo, ou plutôt Jommeke, nom d'origine de la série, est sans conteste l'une des bandes dessinées pour enfants les plus populaires en Flandre, au même titre que les Bob et Bobette créés par Willy Vandersteen et le Néron de Marc Sleen.

## Albums

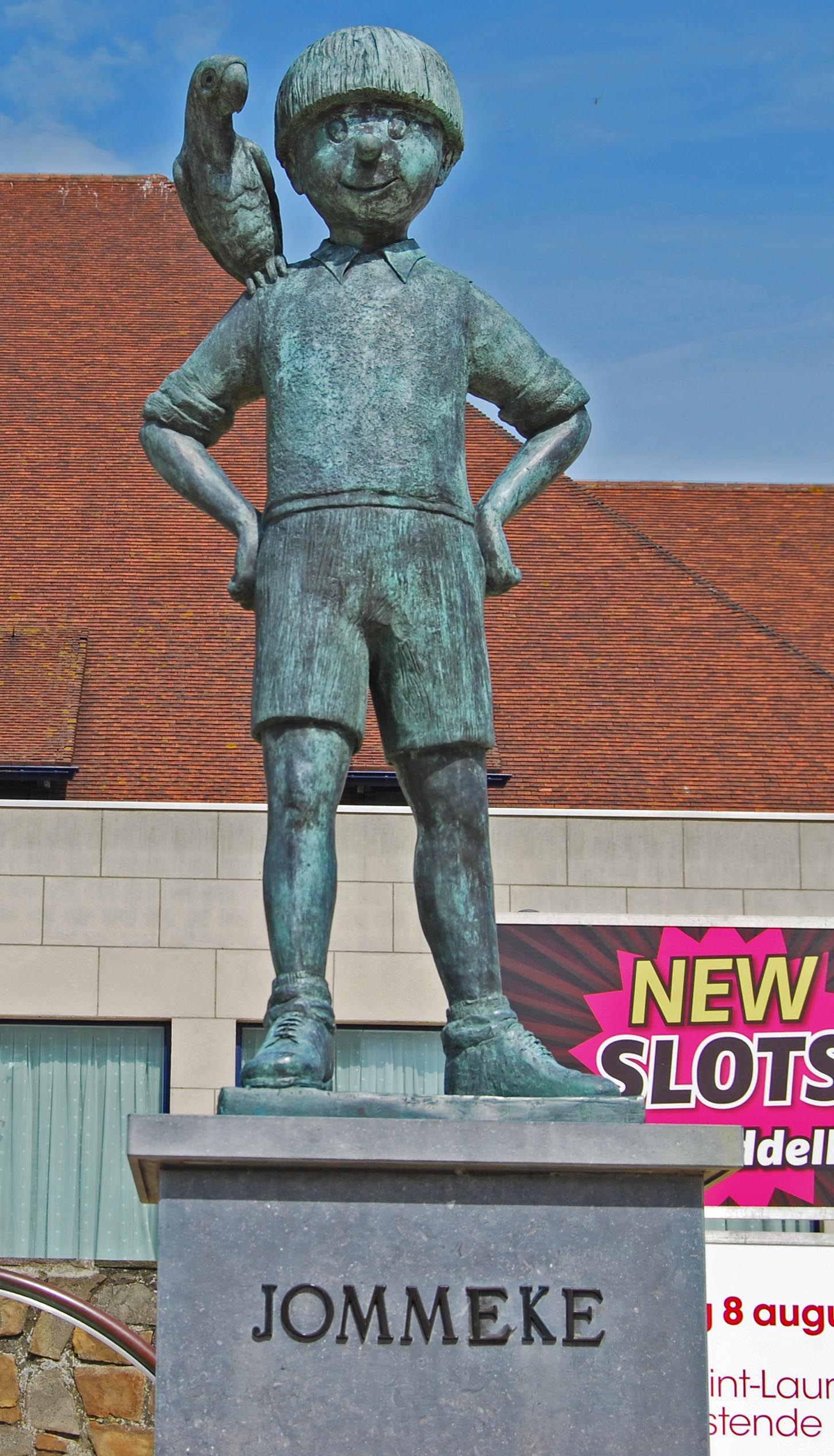
Statue de Gil (de la série Jommeke) et son perroquet à Middelkerke, en Belgique.

- 1959 : De Jacht op een voetbal (La Chasse au football) (Inédit en France)
- 1959 : De Zingende aap (Le Singe chantant) / Publié en langue française en 1961 dans le n° 47 du mensuel Samedi-Jeunesse sous le titre Le Singe chantant (Inédit en France)
- 1959 : De Koningin van Onderland (La Reine du Pays-d'En-Bas) (Inédit en France)
- 1960 : Purperen pillen (Les Pilules pourpres) / Publié en langue française en 1964 dans le n° 75 du mensuel Samedi-Jeunesse sous le titre Les Pilules pourpres (Inédit en France)
- 1960 : De Muzikale Bella (La Bella musicienne) / Publié en langue française en 1963 dans le n° 63 du mensuel Samedi-Jeunesse sous le titre La Bella mélomane (Inédit en France)
- 1960 : Het Hemelhuis (La Maison du ciel) / Publié en langue française en 1963 dans le n° 71 du mensuel Samedi-Jeunesse sous le titre La Maison du ciel (Inédit en France)
- 1961 : De zwarte Bomma (Bomma la noire) (Inédit en France)
- 1961 : De Ooievaar van Begonia (La Cigogne de sœur Bégonia) (Inédit en France)
- 1961 : De Schildpaddenschat (Le Trésor des tortues) (Inédit en France)
- 1962 : De Straalvogel (L'Oiseau-jet) (Inédit en France)
- 1962 : De Zonnemummie (La Momie du soleil) / Publié en langue française en 1965 dans le n° 90 du mensuel Samedi-Jeunesse sous le titre La Momie du soleil (Inédit en France)
- 1962 : Paradijseiland (L'Île paradisiaque) / Publié en France par Europress sous le titre L'Île de Paradis
- 1963 : Het Jampuddingspook (Le Fantôme de Jampudding) (Inédit en France)
- 1963 : Op Heksenjacht (La Chasse aux sorcières) / Publié en langue française en 1965 dans le n° 93 du mensuel Samedi-Jeunesse sous le titre La Chasse aux sorcières (Inédit en France)
- 1963 : Het staartendorp (Le Village des queues) (Inédit en France)
- 1964 : De Gouden jaguar (Le Jaguar doré) / Publié en langue française en 1964 dans le n° 86 du mensuel Samedi-Jeunesse sous le titre Le Jaguar d'or / Publié en France en 1977 par Europress sous le titre Le Jaguar d'or
- 1964 : Diep in de put (Au Fond du puits) / Publié en langue française en 1967 dans le n° 116 du mensuel Samedi-Jeunesse sous le titre Au Fond du puits / Publié en France en 1973 par Europress sous le titre Le Secret de la source profonde
- 1964 : Met Fifi op reis (En Voyage avec Fifi) / Publié en langue française en 1967 dans le n° 119 du mensuel Samedi-Jeunesse sous le titre En Voyage avec Fifi / Publié en France par Europress sous le titre Bijou voyage (Réédité par Glénat en 1985)
- 1964 : Wie Zoekt die vindt (Qui Cherche, trouve) / Publié en langue française en 1965 dans le n° 98 du mensuel Samedi-Jeunesse sous le titre Qui cherche trouve (Inédit en France)
- 1965 : Apen in huis (Des Singes à la Maison) (Inédit en français)
- 1965 : Het Verkeerde land (Le Mauvais pays) (Inédit en français)
- 1965 : Het wonderdrankje (La Boisson miracle) / Publié en langue française en 1966 dans le n° 104 du mensuel Samedi-Jeunesse sous le titre La Boisson miracle (Inédit en France)
- 1965 : Dolle fratsen (Petites folies) (Inédit en français)
- 1965 : De Verloren zoon (Le Fils perdu) / Publié en langue française en 1967 dans le n° 112 du mensuel Samedi-Jeunesse sous le titre Le Fils perdu (Inédit en France)
- 1966 : De Zeven snuifdozen (Les Sept tabatières) / Publié en langue française en 1968 dans le n° 130 du mensuel Samedi-Jeunesse sous le titre Les 7 Tabatières (Inédit en France)
- 1966 : Kinderen baas (Le Chef des enfants) / Publié en France par Europress sous le titre Le Monde à l'envers
- 1966 : Geheime opdracht (Mission secrète) / Publié en France par Europress sous le titre Agents secrets
- 1966 : De Samsons (Les Samsons) / Publié en langue française en 1968 dans le n° 123 du mensuel Samedi-Jeunesse sous le titre Les Samsons / Publié en France par Europress sous le titre Les Samsons (Réédité par Glénat en 1986)
- 1967 : De Vliegende ton (Le Tonneau volant) / Publié en France par Europress sous le titre Le Tonneau volant (Réédité par Glénat en 1986)
- 1967 : Jommeke in de Far West (Gil et Jo au Far West) / Publié en France par Europress sous le titre Gil au Far West (Réédité par Glénat en 1987)
- La Chasse au professeur Gobelin, EuroPress
- Le Melon blanc, EuroPress (réédité par Glénat en 1986)
- Mystère aux Indes, EuroPress (1972, réédité par Glénat en 1985)
- La Girafe d'argent, EuroPress
- La Baleine de plastique, EuroPress (une chasse au trésor sous-marin au large du Mexique)
- Les Boucles d'Oreilles chantantes, EuroPress (réédité par Glénat en 1985).
- Bijou voyage, EuroPress (réédité par Glénat, 1985)
- Le Fromage à trous, EuroPress
- Le Mystérieux parchemin, EuroPress
- Le Roi du savon, EuroPress (1977)
- Le Caneton de cristal, EuroPress
- Mission en Asnapie, EuroPress
- Macu Ancapa, EuroPress
- Le Trésor des Incas, EuroPress
- Gil prisonnier, EuroPress (réédité par Glénat)
- L'Herbomobile, EuroPress
- Le Chapeau de Napoléon, EuroPress (réédité par Glénat)
- Madame Pastimenthe, EuroPress